# Ґратар

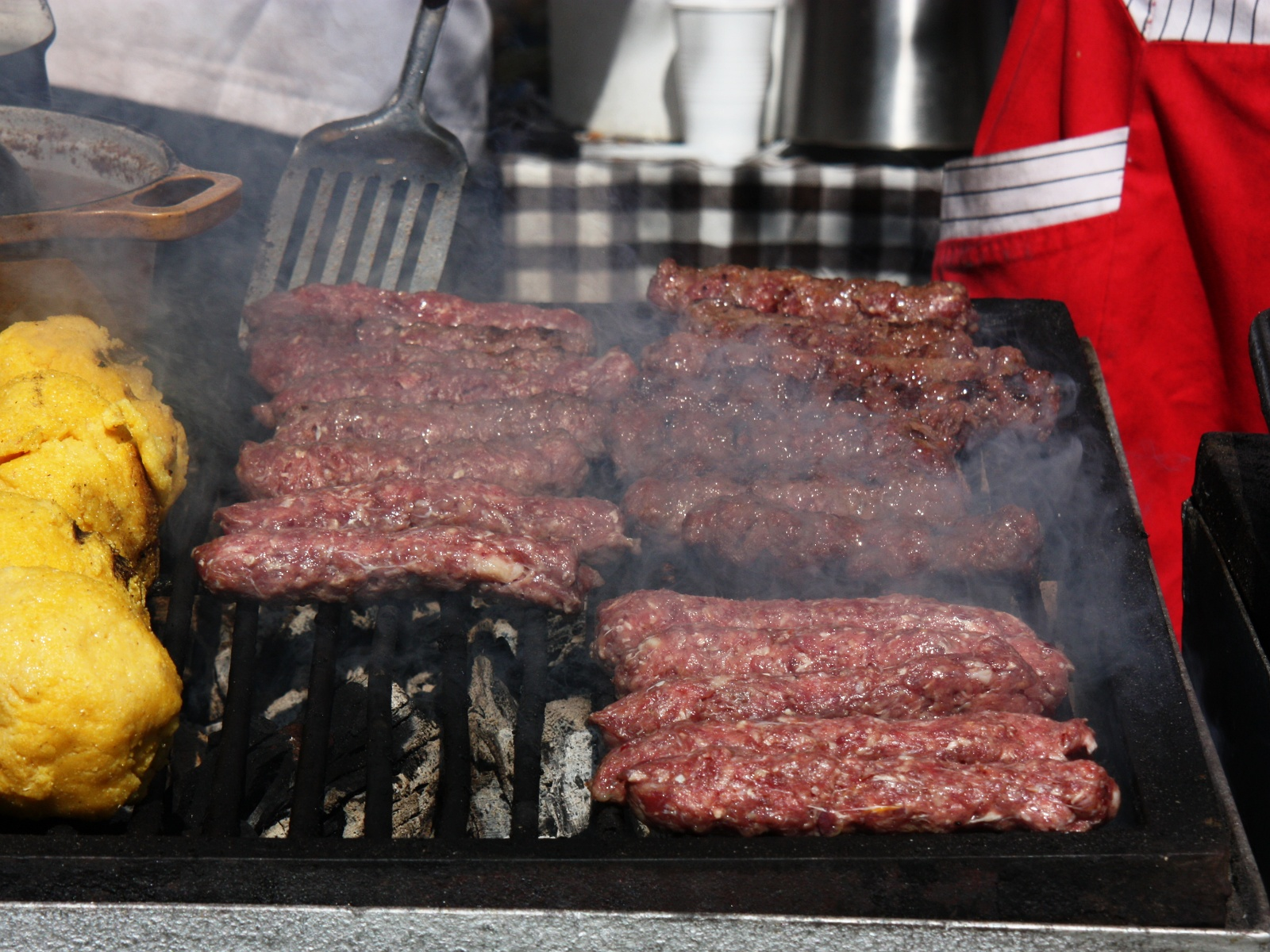
Мітітей на ґратарі

Ґратар (рум. grătar) у молдовській кухні та румунській кухні - товста залізна решітка, розташована над розпеченим деревним вугіллям з твердих листяних порід дерев (буку, горіху, кизилу). Використовується для приготування м'ясних національних страв, таких як мітітей, кирнецеї та костіцу, на відкритому вогні. Ґратар перед використанням змащують олією, маслом, салом або тваринним жиром, кладуть на нього м'ясо або птицю або шматком, або в рубаному чи спресованому вигляді.
Для смаження на ґратарі може використовуватися рашпер - одностороння або двостороння решітка з ручкою.